# Tajemnica puszczy
Tajemnica puszczy – polski film przygodowy z 1990 roku w reżyserii Andrzeja Barszczyńskiego.

## Fabuła
Tadeusz, gimnazjalista przyjeżdża na wakacje do swojego dziadka, mieszkającego w prastarej puszczy. Wszystko, co widzi, zadziwia go, a nawet przeraża, chociaż tego nie okazuje. Dowiaduje się od dziadka o zatopionym skarbie w jeziorze w czasie ogniska. Następnego dnia idzie zapolować na koziołka z niedawno poznanym Justysiem. Później okazuje się, że to dziewczyna. Jej rodzice utonęli bardzo dawno temu, a Justynę wychowywał Zachary. W dodatku krążą plotki, że w łodzi, w której płynęła mała Justyna i jej rodzice, były także cenne kosztowności. Dwaj włóczędzy próbują zdobyć skarb, chcą także zmusić Zacharego do wyjawienia im prawdy, gdzie jest skarb. Schwytują Justynę. Tadeusz jest zmuszony do zabicia drugiego człowieka w obronie Justyny, ale dziewczyna także ginie.

## Główne role
- Rafał Zwierz – Tadeusz
- Karolina Lutczyn – Justynka
- Gustaw Lutkiewicz – Fabian
- Ryszard Kotys – Pińczuk
- Andrzej Precigs – Janyga
- Czesław Jaroszyński – Zachary